# 霰粒腫
霰粒腫（英語：chalazion），又稱瞼板腺囊腫，是因為皮脂腺堵塞造成的眼睑囊腫，一般會在眼睑中間，會發紅，不過不會疼痛。多半會持續出現幾週。
會長出霰粒腫的原因可能是先前已罹患針眼或是較濃稠的分泌物堵塞了腺體所致，而通常會被堵塞的腺體為瞼板腺，但也有可能是蔡氏腺。霰粒腫和針眼與眼窩蜂窩性組織炎雖然在外觀上看起來可能有些相似，但針眼通常發作較快、患者會有疼痛感，且會長在眼皮的邊緣處；而蜂窩性組織炎的患者普遍也會感到疼痛。
通常會先以熱敷治療，若無效則在病變處注射類固醇治療。若病變範圍較大，則建議進行切開排膿。雖然此疾病常發生，但發生頻率未知。疾病名稱的來源為希臘字"khalazion"，原意為小的霰粒。

## 病因
霰粒腫并非細菌感染引起，而是由于瞼板腺分泌功能旺盛或睑缘炎所引起的慢性炎症。

## 癥狀
霰粒腫有時被誤認為是麥粒腫（針眼），但很明显的区别是散粒肿并不会像麦粒肿一样带来剧烈疼痛（即一般不会引发明显炎症）。

## 治療
若病灶较小，可通过热敷等方法以促進吸收。較大或反复发作的霰粒腫，可以手术摘除。

## 參看
- 麥粒腫